# KBS第2频道
KBS第2频道（韓語：KBS 제2TV）又称KBS 2TV，是韩国廣播公司（KBS）对韩国国内的一个综合电视频道，主要播送戏剧、娱乐、體育和儿童类节目，辅以部分新闻、财经节目，其前身是東洋廣播公司的電視頻道。
每天播出22.25小時(4:45-次日凌晨2:59)。

## 历史

1980年至1984年
1984年至2018年
2018年至今

- 1980年12月1日：开始在KBS旗下播放，同时取消广告播出。
- 1980年12月3日：第二次播出的结束时间延长至00:00。
- 1980年12月22日：开始播放彩色节目。
- 1981年2月2日：KBS第3频道（KBS 3TV）開播，教育節目移到KBS第3頻道播出（KBS 3TV已併入韓國教育放送公社，现为EBS 1TV）。
- 1981年3月7日：恢复播出广告。[1]
- 1982年1月25日：广告播出形式发生变化。[2]
- 1986年1月1日：开始立体声播放。
- 1986年8月18日：第一次播出的开播时间提前至06:00，而在1986年亚洲运动会期间，改为02:00开播。
- 1987年10月17日：第一次播出结束时间延长至13:00。
- 1988年夏季奥林匹克运动会期间，改为02:00开播。
- 1991年1月21日：因海湾战争爆发，第二次播出时间调整（周一至周五18:00-00:00），同年10月7日起，第二次播出的时间改为17:30。在1993年世界博览会期间，周一至周五的节目播放时间修改。
- 1994年10月1日：广告播出时间扩大。
- 1995年6月3日：第二次播出时间延长至01:00。
- 1996年3月4日：第一次播出结束时间改为12:00。
- 1997年4月20日：电视剧《初恋》开始播放，收视率达65.8%。[3]
- 1997年5月19日：第二次播出开始时间提前至16:00。
- 1998年1月5日：全天播出时间缩减（06:00-11:00，17:00-01:00）。
- 1999年1月4日：第二次播出开始时间提前至16:00。
- 2000年5月1日：全球新聞（朝鲜语：지구촌뉴스）開始播出。
- 2001年12月31日：开始提供数字电视。[4]
- 2005年12月1日：开通DMB，以U-KBS HEART的形式播出。周一至周五每天播放19.5小时，周末播放20-21小时。
- 2012年12月31日：除对朝鲜宣传的发射站外，模拟电视停播。

## DMB
自2005年12月1日起，KBS第2频道开始在U-KBS之下以U-KBS HEART的名义通过DMB的方式播出。

## 收看频段

### 数字电视
KBS第2频道：
- 呼号：HLKA-DTV
- 虚拟信道：9-1

KBS第1频道：
- 呼号：HLSA-DTV
- 虚拟信道：7-1

| 发射地 | 物理信道 | 物理信道 | 发射功率 |
| 发射地 | 第1频道  | 第2频道  | 发射功率 |
| ------ | -------- | -------- | -------- |
| 冠岳山 | CH 15    | CH 17    | 2.5kW    |
| 南山   | CH 62    | CH 63    | 5kW      |
| 佛光洞 | CH 48    | CH 51    | 90W      |
| 白莲山 | CH 46    | CH 53    | 90W      |
| 貞陵洞 | CH 30    | CH 54    | 50W      |
| 長位洞 | CH 22    | CH 50    | 90W      |

### 模拟电视
注：2012年12月31日16:00已停播
KBS第1频道：
- 呼号：HLKA-TV

KBS第2频道：
- 呼号：HLKC-TV

| 发射地 | 信道    | 信道    | 发射功率  |
| 发射地 | 第1频道 | 第2频道 | 发射功率  |
| ------ | ------- | ------- | --------- |
| 南山   | CH 88   | CH 2    | 50kW      |
| 冠岳山 | CH 49   | CH 29   | 30kW/10kW |
| 佛光洞 | CH 49   | CH 52   | 500W      |
| 白莲山 | CH 20   | CH 32   | 500W      |
| 貞陵洞 | CH 53   | CH 57   | 100W      |
| 东小门 | CH 49   | CH 36   | 10W       |
| 長位洞 | CH 20   | CH 45   | 500W      |
| 杏堂洞 | CH 57   | CH 21   | 10W       |

其他地区收看频段详情参见各地放送局：
- KBS京仁放送中心
- KBS春川放送總局
  - KBS原州放送局
  - KBS江陵放送局
- KBS大田放送總局
- KBS清州放送總局
  - KBS忠州放送局
- KBS釜山放送總局
  - KBS蔚山放送局
- KBS昌原放送總局
  - KBS晋州放送局
- KBS大邱放送總局
  - KBS安东放送局
  - KBS浦项放送局
- KBS光州放送總局
  - KBS木浦放送局
  - KBS順天放送局
- KBS全州放送總局
- KBS濟州放送總局

## 节目时间表
劇集
- KBS 2TV日日連續劇
- KBS月火連續劇
- KBS週末連續劇

綜藝
- 超人回來了
- 音樂銀行
- 兩天一夜

資訊
- KBS災害播送中心